# 笹木さくま
笹木さくま（ささきさくま、男性）は、日本のライトノベル作家。北海道出身。
旧名義は夏希のたね（かきのたね）。

## 略歴
スーパーダッシュ文庫にて『戴天高校勝利部』を刊行し、「夏希のたね」名義で小説家デビュー。その後、第1回幻狼大賞（幻冬舎コミックス主催）において、『クリムゾンオーガ』が奨励賞を受賞。同作を2010年に刊行した（その際に、「クリムゾン・オーガ」に改題）。また、第3回GA文庫大賞（ソフトバンククリエイティブ主催）において、『妖怪恋戦』で奨励賞を受賞。受賞作を大幅改稿後『あやかしマニアックス!』に改題して、GA文庫から刊行。第18回エンターブレインえんため大賞ライトノベルファミ通文庫部門にて『チート勇者を倒すゲスな方法』が特別賞を受賞し、名義を「笹木さくま」に改名して『女神の勇者を倒すゲスな方法』に改題しファミ通文庫より刊行。

## 人物
- 旧名義の「夏希のたね」は好物の『柿の種』を筆名の由来にしている[4]。
- 作品を書き始めたきっかけとして好きな作品に田中芳樹の「銀河英雄伝説」を挙げており、中でも戦術に長けたヤン・ウェンリーを気に入っている[4]。

## 作品リスト
夏希のたね名義
- 戴天高校勝利部（2006年、全1巻、スーパーダッシュ文庫）
- クリムゾン・オーガ（2010年、全1巻、幻狼ファンタジアノベルス）
- あやかしマニアックス！（2011年 -2013年、全5巻、GA文庫）
- うぽって!! らいふる・らいふ（2012年、全1巻、富士見ファンタジア文庫）
- グランクレスト・アデプト 無色の聖女、蒼炎の剣士（2013年、全1巻、富士見ファンタジア文庫）

笹木さくま名義
- 女神の勇者を倒すゲスな方法（2017年 - 2018年、全6巻、ファミ通文庫）
- 暗黒騎士様といっしょ！（2018年、既刊3巻、ファミ通文庫）
- 不殺の不死王の済世記（2020年、全1巻、ファミ通文庫）